# كليمنت أ. إيفانز
كليمنت أ. إيفانز هو قاضي وكاتب ومحامي وسياسي أمريكي، ولد في 25 فبراير 1833 في مقاطعة ستيوارت في الولايات المتحدة، وتوفي في 2 يوليو 1911 في أتلانتا في الولايات المتحدة. انتخب قاضي.